# Triángulo de U

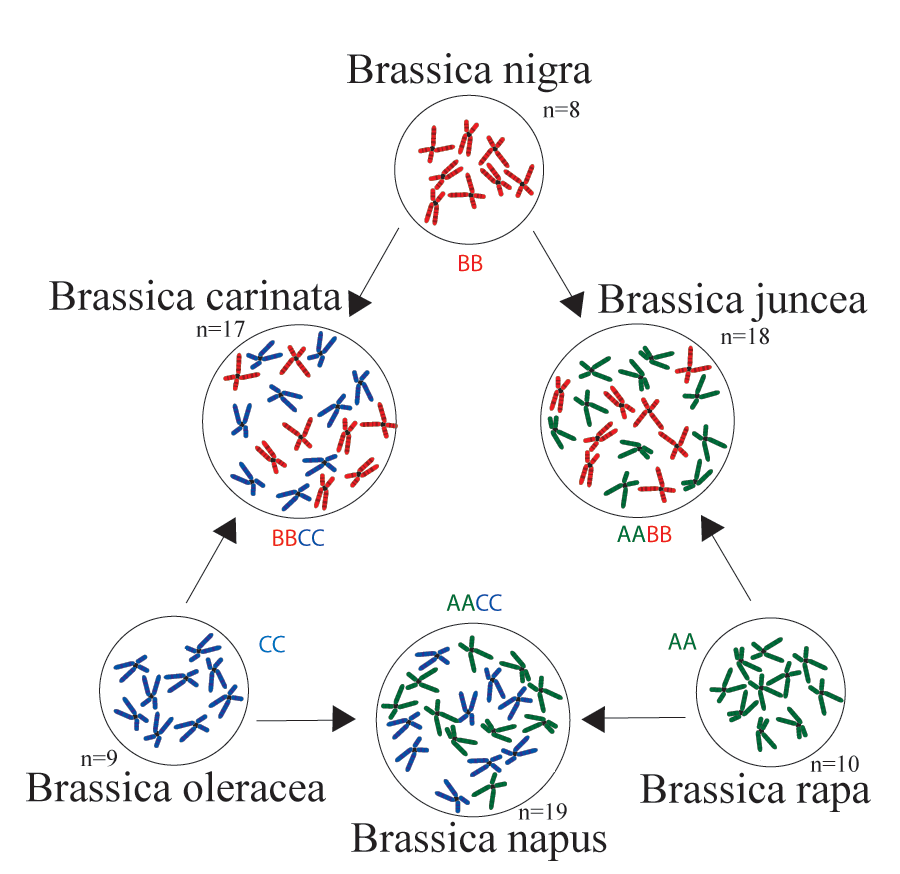
El diagrama del "triángulo de U", que muestra las relaciones genéticas entre seis especies del género Brassica. Los cromosomas de cada uno de los genomas A, B y C están representados por diferentes colores.

El triángulo de U es una teoría sobre la evolución y las relaciones entre los seis miembros más conocidos del género de plantas Brassica . La teoría establece que los genomas de tres especies diploides ancestrales de Brassica se combinaron para crear tres especies tetraploides comunes de vegetales y cultivos oleaginosos .Desde entonces se ha confirmado mediante estudios de ADN y proteínas. 
La teoría se resume en un diagrama triangular que muestra los tres genomas ancestrales, denotados por AA, BB y CC, en los vértices del triángulo, y los tres derivados, denotados por AABB, AACC y BBCC, a lo largo de sus lados.
La teoría fue publicada por primera vez en 1935 por Woo Jang-choon,  un botánico coreano - japonés (que escribió bajo el nombre japonizado "U Nagaharu").  Woo creó híbridos sintéticos entre las especies diploides y tetraploides y examinó cómo se emparejaban los cromosomas en los triploides resultantes.

## La teoría de Woo
Las seis especies son:
| Genomas     | Cr. contar     | Especies          | Descripción                                                         |
| ----------- | -------------- | ----------------- | ------------------------------------------------------------------- |
| Diploide    |                |                   |                                                                     |
| AA          | 2 n = 2 x = 20 | Brassica rapa     | (sin. B. campestris ) nabo, col china, pak choi                     |
| BB          | 2 n = 2 x = 16 | Brassica negra    | mostaza negra                                                       |
| CC          | 2 n = 2 x = 18 | Brassica oleracea | repollo, col rizada, brócoli, coles de Bruselas, coliflor, colinabo |
| Tetraploide |                |                   |                                                                     |
| AABB        | 2 n = 4 x = 36 | Brassica juncea   | mostaza marrón                                                      |
| AACC        | 2 n = 4 x = 38 | Brassica napus    | colza, colinabo                                                     |
| BBCC        | 2 n = 4 x = 34 | Brassica carinata | mostaza etíope                                                      |

El código en la columna "Cr.count" especifica el número total de cromosomas en cada célula somática y cómo se relaciona con el número n de cromosomas en cada conjunto completo del genoma (que también es el número que se encuentra en el polen o el óvulo ) y el número x de cromosomas en cada genoma componente. Por ejemplo, cada célula somática de la especie tetraploide Brassica napus, con etiquetas de letras AACC y recuento "2 n = 4 x = 38", contiene dos copias del genoma A, cada una con 10 cromosomas, y dos copias del genoma C, cada una con 9 cromosomas, lo que supone 38 cromosomas en total. Se trata de dos conjuntos de genomas completos (uno A y uno C), de ahí "2 n = 38" que significa " n = 19" (el número de cromosomas en cada gameto ). También consta de cuatro genomas componentes (dos A y dos C), por lo tanto, "4 x = 38". 
Las tres especies diploides existen en la naturaleza, pero pueden cruzarse fácilmente porque están estrechamente relacionadas. Este cruce interespecífico permitió la creación de tres nuevas especies de Brassica tetraploide.  (Sin embargo, los críticos consideran que la separación geológica es demasiado grande). Se dice que son alotetraploides (que contienen cuatro genomas de dos o más especies diferentes); más específicamente, anfidiploides (con dos genomas de cada una de dos especies diploides). 

## Relaciones futuras
El marco propuesto por Woo, aunque respaldado por estudios modernos, deja preguntas abiertas sobre el tiempo y el lugar de la hibridación y qué especie es el progenitor materno o paterno. Se estima que B. napus (AACC) se originó hace unos 8.000 o 38.000 – 51.000  años. La parte homóloga de sus cromosomas constituyentes se ha cruzado en muchos cultivares. Se estima que B. juncea (AABB) se originó hace entre 39.000 – 55.000 años.  A partir de 2020, las investigaciones sobre los genomas organulares muestran que B. nigra (BB) es probablemente la "madre" de B. carinata (BBCC) y que B. rapa (AA) probablemente fue la madre de B. juncea . La situación con B. napus (AACC) es más compleja: algunos especímenes tienen un genoma organelar similar al de rapa, mientras que el resto indican una planta materna antigua no identificada.
Los datos de estudios moleculares indican que las tres especies diploides son en sí mismas paleohexaploides .  

### Especies alohexaploides
En 2011 y 2018, se crearon nuevos alohexaploides (AABBCC) ubicados en el "centro" del triángulo de U por diferentes medios,    por ejemplo, cruzando B. rapa (AA) con B. carinata (BBCC), o B. nigra (BB) con B. napus (AACC), o B. oleracea (CC) con B. juncea (AABB), seguido de la duplicación cromosómica de la descendencia triploide (ABC) para generar descendencia doblemente haploide (AABBCC). 
Además, en 2020 se crearon dos híbridos intergenéricos alohexaploides estables (AABBSS) entre la mostaza india (B. juncea, AABB) y la mostaza blanca (Sinapis alba, SS) mediante fusión de protoplastos . 